# 流感大流行

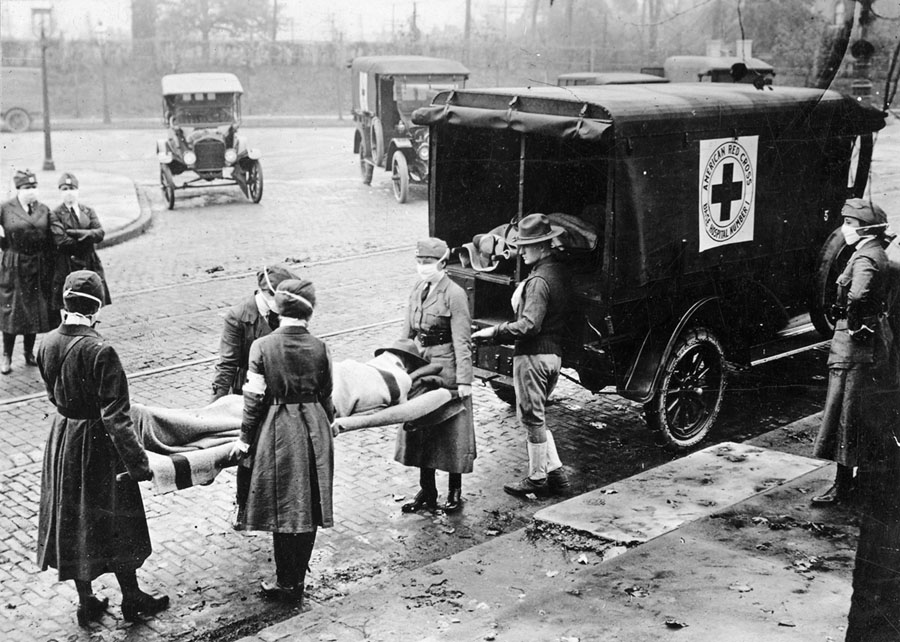
1918年流感大流行（美国红十字会救治患者）

流感大流行是流行性感冒的大规模疫情，大流行范围一般包括几大洲甚至呈世界性，由于人群缺乏相应免疫力而导致大量人口感染。在过去的150年内，世界范围内共发生过6次流感大流行，其中以1918年流感大流行（英语：1918 flu pandemic）最为严重，造成了全球数千万人死亡。最近的一次大流行是2009年H1N1流感大流行，造成了全球数十万人死亡。
流感大流行的爆发无明显规律，流感病毒的新型毒株主要从其他动物传播至人类，譬如猪、鸡、鸭等。由于人群对新型病毒缺乏相应的免疫力，故在短时间内有大量人口受到感染。流感病毒可随鸟类迁徙传播，也可能与禽类制品的货运有关，譬如甲型流感病毒时常由野生禽类传播至其他物种，进而可引发饲养禽类的禽流感，甚至引发人类流感大流行。
对于流感大流行，世界卫生组织采用6级划分及预警系统。最低级（phase 1）表示无人类感染动物流感病毒，最高级（phase 6）表示在多个地区人群中出现社区传播。

## 历史
希波克拉底大約在2400年前就清楚描述了人類流感的症狀。雖然流感似乎在人類的歷史中不斷造成流行，但流感的歷史資料卻難以分析，因為它的症狀和許多呼吸道疾病很像。流感可能藉由歐洲人在美洲的殖民從歐洲散播到美洲，因為幾乎所有安地列斯群島的土著都在1493年的流感流行中喪命，而這正在哥伦布抵達新大陸之後。
目前可以確認的流感流行能追溯到1580年，此次流行由俄羅斯開始，並散布到歐洲和非洲；羅馬當時有超過8,000人因此死亡，一些西班牙城市幾乎滅城。17和18世紀，大流行持續在各地零星發生，其中1830－1833年的疫情尤其廣泛，涵蓋了當時全世界約四分之一的人口。

### 历次流感大流行

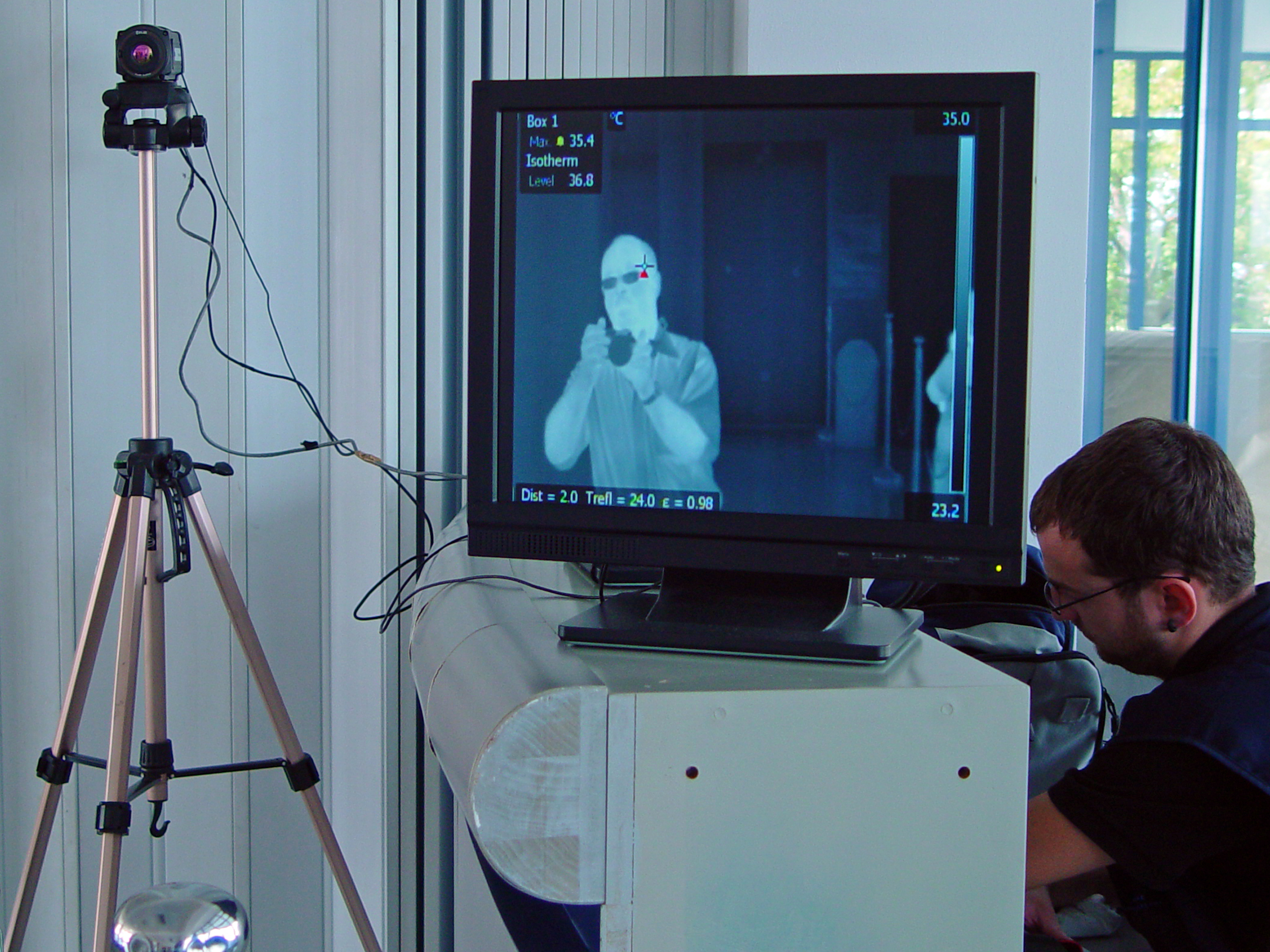
2009年流感期間希臘機場的紅外線熱像儀，紅外線熱像儀能偵測體溫。

除周期性的季节性流感外，近150年内的大流行包括：
| 大流行名稱                        | 年份      | 死亡人數           | 病死率 | 病毒亞型        | 大流行嚴重指數 |
| --------------------------------- | --------- | ------------------ | ------ | --------------- | -------------- |
| 1889–1890年流感大流行（俄国流感） | 1889–1890 | 100萬人            | 0.15%  | 可能H3N8 或H2N2 | 不適用         |
| 1918年流感大流行（西班牙流感）    | 1918–1920 | 1700萬－1億人      | 2%     | H1N1            | 5              |
| 1957年亞洲流感                    | 1957–1958 | 100－400萬人       | 0.13%  | H2N2            | 2              |
| 1968年香港流感                    | 1968–1969 | 100－400萬人       | <0.1%  | H3N2            | 2              |
| 1977年俄国流感                    | 1977–1979 | 70万               | 不適用 | H1N1            | 不適用         |
| 2009年流感大流行                  | 2009–2010 | 105,700－395,600人 | 0.03%  | H1N1            | 不適用         |

#### 俄国流感（1889-1890年）
1889–1890年，俄国爆发的流感大流行曾造成约100万人死亡。

#### 西班牙流感（1918-1920年）

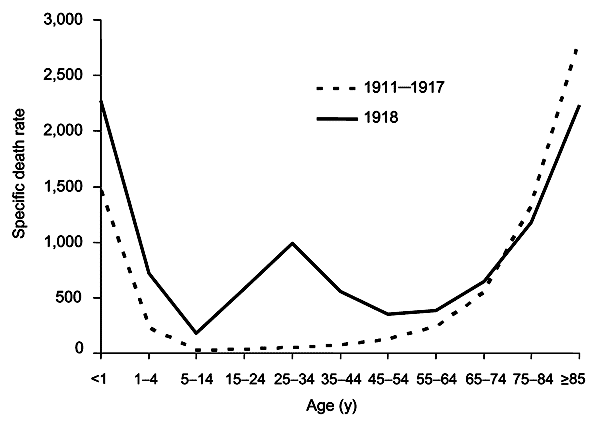
1918年西班牙流感和一般流感流行的年龄别死亡率比较。死亡率单位为每十万人中死亡的人数，虚线和实线分别为美国非大流行期间（1911-1917年）和大流行期间（1918年）的死亡率。

1918年西班牙流感和一般流感流行的年齡別死亡率比較。死亡率單位為每十萬人中死亡的人數，虛線和實線分別為美國非大流行期間（1911-1917年）和大流行期間（1918年）的死亡率。
最有名的流感大流行莫過於H1N1造成的1918年流感大流行（西班牙流感），當時確切的死亡人數無法得知，但估計在5000萬到1億人之間。有人用「歷史上最大的醫療屠殺」（the greatest medical holocaust in history）來形容這場大流行，造成死亡的人數可能和黑死病一樣多。造成群眾大規模死亡的原因包括此次流行高達50%的傳染率和感染後細胞素風暴（免疫反應釋放出大量細胞素）所造成的嚴重症狀。1918年流感造成的症狀相當不典型，最初很容易誤診為登革熱、霍亂或傷寒，一項當時的紀錄寫道：「黏膜出血是最引人注目的併發症，尤见于鼻腔、胃和腸道，偶爾也會有耳朵流血和皮膚瘀點的现象发生。」當時多數的患者死於造成肺部大量出血和水腫的細菌性肺炎，即感染流感後造成的次級感染，而非流感病毒直接造成患者死亡。
1918年流感大流行（西班牙流感）是一次全球性的大流行，傳播的範圍甚至到達北極和偏遠的太平洋群島。此次流感造成的症狀特別嚴重，造成2−20%的感染者死亡；相較之下，一般的流感流行死亡率只有0.1%。這次大流行的另一項特色是死亡的患者多半是年輕人，99%的死亡病例都小於65歲，且有超過一半都是20到40歲的年輕成人；而一般流感多半只會造成很小（小於2歲）和很老（大於70歲）的患者死亡。1918年流感大流行真正的死亡率未知，但估計全球有2.5−5%的人口因此死亡，且流行剛開始的25週就奪走了2500萬人的性命；相較之下，愛滋病在出現25年後才造成2500萬人死亡。
其後的流感大流行就沒有再帶來如此災難性的結果。包括1957年亞洲流感（A型，H2N2病毒株）和1968年香港流感（A型，H3N2病毒株）等，雖然這幾次流行規模較小，仍有數百萬人因此死亡。

#### 亚洲流感（1957-1958年）

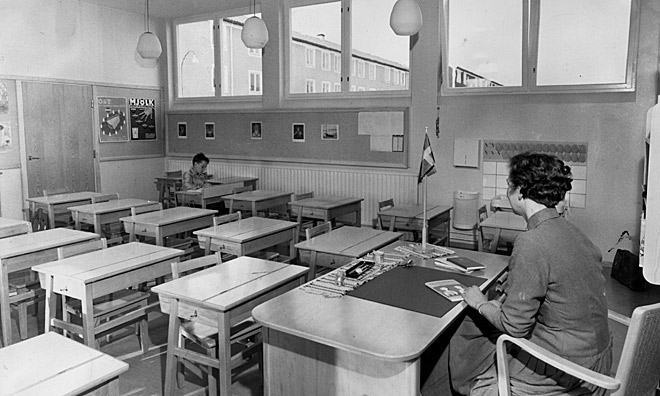
亚洲流感疫情导致瑞典一所学校教室中只有一个健康学生上课（1957年）

1957年2月，中华人民共和国贵州省爆发流行性感冒，该病随后在同年传向全世界。亚洲流感是由甲型流感的H2N2病毒致病，该病毒被认为源自甲型禽流感病毒。依据世界卫生组织数据，1957-1958年间，全球约有100万-400万人死于亚洲流感。部分地区疫情持续至1959年。

#### 香港流感（1968-1969年）
1968年7月，香港爆发流行性感冒疫情，该病随后在同年传到全世界，大规模疫情一直持续到1969年。香港流感由H3N2病毒致病，该病毒是1957-58年死亡率更高的亚洲流感病毒H2N2的变种。据世界卫生组织数据，全球约有100万-400万人死于香港流感。H3N2病毒此后并未消亡，而是成为季节性流感。

#### 俄国流感（1977-1978年）
1977年5月起，中国北方、苏联西伯利亚地区爆发流感疫情，苏联最早向世卫组织报告疫情，疫情持续至1979年。此次大流行主要感染25岁或26岁及以下的人群，在世界范围内造成了约70万人死亡。该疫情由H1N1流感病毒引发，基因分析结果显示该毒株与1946年-1957年间在世界上流行的H1N1毒株高度相似，促使许多研究人员推测病毒的来源是实验室泄露事故或疫苗接种事故。1977年底起，H1N1和H3N2开始在世界范围内同时流行，成为季节性流感。

#### H1N1流感大流行（2009-2010年）
2009年3月9日，最早已知病例来自墨西哥韦拉克鲁斯市的格罗利亚。此次大流行是最近一次由甲型H1N1流感病毒引起的流感大流行，第一次是1918年的西班牙流感，第二次是1977年俄国流感。据估计，此次疫情在全球范围内造成超过十万人死亡。

## 分类
流感病毒可分为甲型、乙型、丙型以及丁型，以往的流感大流行均由甲型流感病毒引起。而流行性感冒也常以病毒所感染的宿主命名：
- 禽流感
- 犬流感（英语：Canine influenza）、猫流感
- 马流感（英语：Equine influenza）
- 人流感
- 猪流感

### 变种
大流行性流感（pandemic flu）与季节性流感（seasonal flu）不同。季节性流感病毒每隔几年会发生抗原漂变，出现新型的变种，但由于变化不多，一般情况下人群对此变种仍具有部分免疫力，并且可以接种流感疫苗。此外，流感病毒有时还可能发生抗原转变，此类较大程度的突变可能造成人体对病毒的免疫力丧失，也可能导致疫苗失效，进而造成较为严重的流行性疾病以及大流行。